# Patrick Henry College
Patrick Henry College är ett privat, kristet college i Purcellville, Virginia, USA. Det grundades 2000, och har uppmärksammats främst för att ha tagit emot en stor andel hemskolade studenter. Den akademiska inriktningen är koncentrerad främst mot statsvetenskap och humaniora.